# شركة نيويورك تايمز
شركة نيويورك تايمز (بالإنجليزية: The New York Times Company) هي شركة إعلامية أمريكية تنشر صحيفة نيويورك تايمز. يقع مقرهم الرئيسي في مانهاتن، مدينة نيويورك.

## تاريخ
أسس الشركة هنري جارفيس ريموند وجورج جونز في مدينة نيويورك. جاء في الطبعة الأولى من صحيفة نيويورك تايمز، التي نُشرت في 18 سبتمبر 1851: «ننشر اليوم العدد الأول من صحيفة نيويورك ديلي تايمز، ونعتزم إصداره كل صباح (باستثناء أيام الأحد) لأجل غير مسمى. عدد السنوات القادمة».
انتقلت الشركة إلى صناعة قنوات الكابل بشراء حصة 40 ٪ في قناة Popcorn، ومعاينة الفيلم المسرحي وأوقات الأفلام المحلية، في نوفمبر 1994.

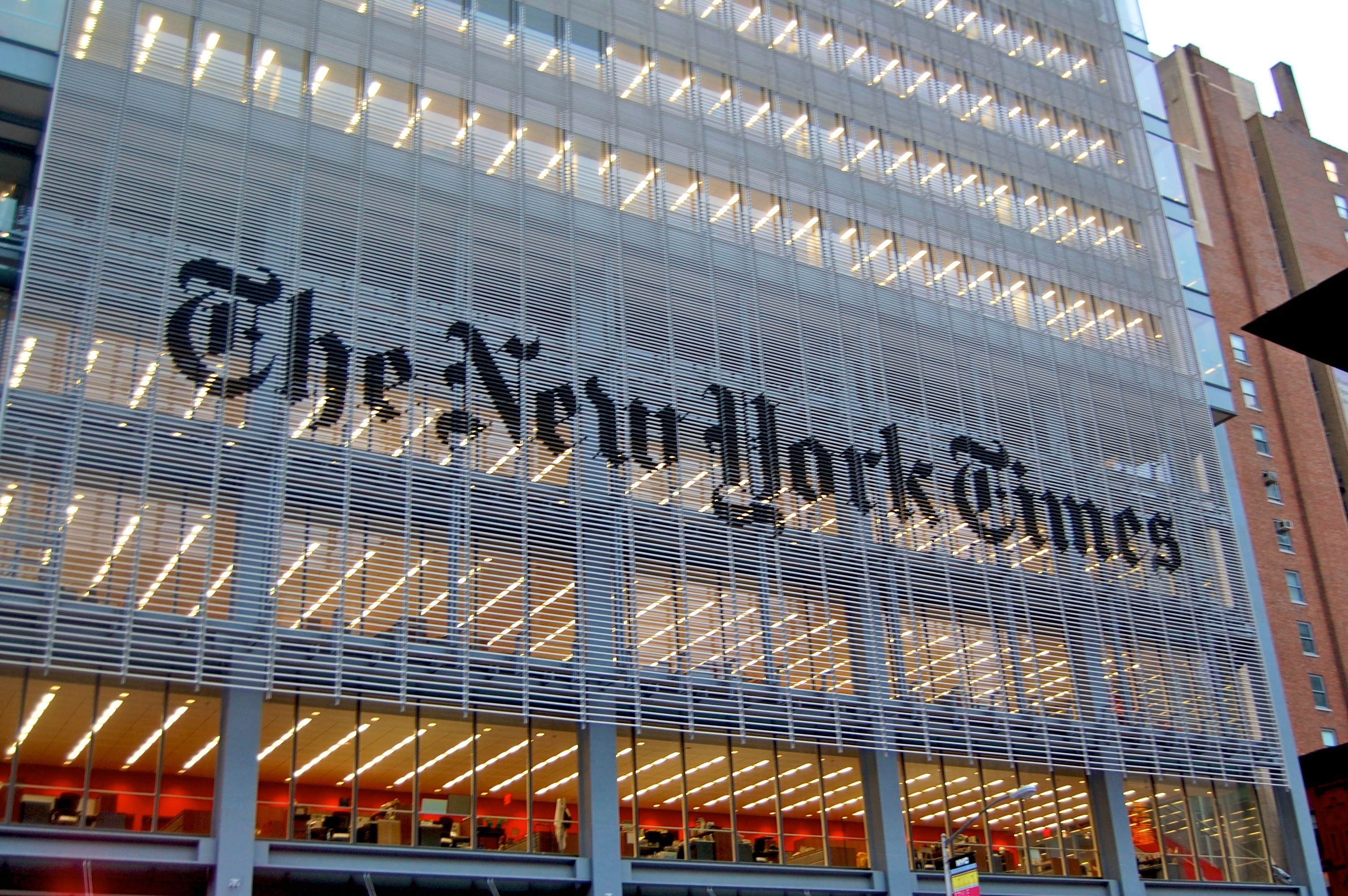
مبنى نيويورك تايمز

أكملت الشركة مشترياتها من صحيفة واشنطن بوست الصورة حصة 50 في المئة في صحيفة انترناشيونال هيرالد تريبيون (صحيفة انترناشيونال هيرالد تريبيون) بمبلغ 65 مليون $ في 1 يناير 2003، ليصبح المالك الوحيد.
في 18 مارس 2005، استحوذت الشركة على موقع أبوت.كوم، وهو مزود عبر الإنترنت لمعلومات المستهلك مقابل 410 ملايين دولار أمريكي. في عام 2005، أعلنت الشركة عن عائدات بقيمة 3.4 مليار دولار أمريكي لمستثمريها.
استحوذت The Times ، في 25 أغسطس 2006، على Baseline StudioSystems ، وهي قاعدة بيانات عبر الإنترنت وخدمة بحثية حول صناعات السينما والتلفزيون مقابل 35 مليون دولار أمريكي.
أعلنت الشركة في 12 سبتمبر 2006 عن قرارها بيع مجموعة Broadcast Media Group الخاصة بها، والتي تتكون من «تسع محطات تلفزيونية تابعة للشبكة، ومواقع الويب الخاصة بها، ومركز التشغيل الرقمي». ذكرت صحيفة نيويورك تايمز في 4 يناير 2007، أن الشركة توصلت إلى اتفاق لبيع جميع محطات التلفزيون المحلية التسع إلى شركة الأسهم الخاصة أوك هيل كابيتال بارتنرز، التي أنشأت بعد ذلك شركة قابضة للمحطات، Local TV LLC. أعلنت الشركة أنها انتهت من بيع مجموعة Broadcast Media Group التابعة لها في 7 مايو 2007 مقابل «حوالي 575 مليون دولار».
في 7 مايو 2007، أعلنت الشركة أن خدمة معلومات الويب أبوت.كوم كانت تستحوذ على موقع Consumersearch.com (المعروف سابقًا باسم productreviewnet.com)، وهو موقع ويب يجمع مراجعات للمنتجات الاستهلاكية، مقابل 33 مليون دولار نقدًا.
انتقلت الشركة من 229 West 43rd Street إلى مبنى نيويورك تايمز في 620 Eighth Avenue ، على الجانب الغربي من ميدان التايمز، بين الشارعين 40 و 41 مقابل هيئة ميناء نيويورك ومحطة حافلات نيو جيرسي.
في 14 يوليو 2009، أعلنت الشركة أنه سيتم بيع WQXR إلى WNYC ، والتي نقلت المحطة إلى 105.9 FM وبدأت في تشغيل المحطة على أنها غير تجارية في 8 أكتوبر 2009. هذه الصفقة بقيمة 45 مليون دولار أمريكي، والتي تضمنت Univision انتقال WCAA للراديو إلى تردد 96.3 FM من 105.9 FM ، أنهى ملكية Times لمدة 65 عامًا للمحطة.
في ديسمبر 2011، باعت الشركة مجموعة وسائل الإعلام الإقليمية الخاصة بها إلى Halifax Media Group ، أصحاب The Daytona Beach News-Journal ، مقابل 143 مليون دولار. لم تكن جريدة بوسطن غلوب و The Telegram & Gazette of ورسستر جزءًا من عملية البيع. في عام 2011، باعت صحيفة التايمز نظام Baseline Studio System مرة أخرى لمالكيها الأصليين، Laurie S. Silvers و Mitchell Rubenstein ، المساهمين الرئيسيين في Project Hollywood LLC.
في مواجهة انخفاض الإيرادات من الإعلانات المطبوعة في منشورها الرئيسي في عام 2011، نيويورك تايمز، قدمت الشركة جدار حماية على موقعها الإلكتروني. اعتبارًا من عام 2012، كان ناجحًا بشكل متواضع، حيث حصل على مئات الآلاف من الاشتراكات وحوالي 100 مليون دولار في الإيرادات السنوية.
في عام 2013، باعت شركة نيويورك تايمز صحيفة بوسطن غلوب وممتلكات إعلامية أخرى من نيو إنجلاند إلى جون دبليو هنري، المالك الرئيسي لبوسطن ريد سوكس. وفقًا لشركة Times Company ، تم اتخاذ هذه الخطوة من أجل التركيز بشكل أكبر على علاماتها التجارية الأساسية.
في مارس 2020، استحوذت شركة New York Times على التطبيق الصوتي المستند إلى الاشتراك، Audm.
في يوليو 2020، استحوذت شركة New York Times على شركة إنتاج البث الصوتي Serial Productions. في الشهر نفسه، عينت الشركة مديرة العمليات ميريديث كوبيت ليفيان في منصب الرئيس التنفيذي.

### محطات الإذاعة
اشترت الصحيفة محطة راديو AM WQXR (1560  كيلو هرتز) في عام 1944.  ستصبح محطة FM «الشقيقة»، WQXQ ، WQXR-FM (96.3  ميجا هرتز). وُصفت بأنها «محطات الراديو في صحيفة نيويورك تايمز»، وكان تنسيق راديو الموسيقى الكلاسيكي الخاص بها يُبث بشكل متزامن على كل من ترددات AM و FM حتى ديسمبر 1992، عندما كان تنسيق الموسيقى بمعايير النطاق الكبير والبوب لمحطة WNEW (1130 كيلو هرتز - الآن WBBR / "Bloomberg Radio") إلى WQXR واعتمدته؛ اعترافًا بتغيير التنسيق، قام WQXR بتغيير خطابات الاتصال الخاصة به إلى WQEW (مجموعة «مختلطة» من " WQ XR" و "WN EW "). كانت نيويورك تايمز تؤجر WQEW إلى إذاعة ABC من أجل تنسيقها «راديو ديزني».  في عام 2007، اشترت ديزني WQEW أخيرًا. في أواخر عام 2014، تم بيعه إلى Family Radio (شبكة راديو دينية) وأصبح WFME .  في 14 يوليو 2009، تم الإعلان عن بيع WQXR-FM لمجموعة راديو WNYC التي قامت في 8 أكتوبر 2009 بنقل المحطة من 96.3 إلى 105.9  ميجا هرتز (مبادلة الترددات بمحطة WXNY باللغة الإسبانية- FM ، الذي أراد أن يزيد جهاز الإرسال الأقوى من تغطيته) وبدأ تشغيله كمحطة إذاعية عامة غير تجارية.

## مقتنيات الشركة
إلى جانب الصحيفة التي تحمل الاسم نفسه، تمتلك الشركة أيضًا نيويورك تايمز انترناشونال اديشن والممتلكات الرقمية ذات الصلة بما في ذلك NYTimes.com ، بالإضافة إلى العديد من العقارات ذات الصلة بالعلامة التجارية.

## جوائز المجتمع

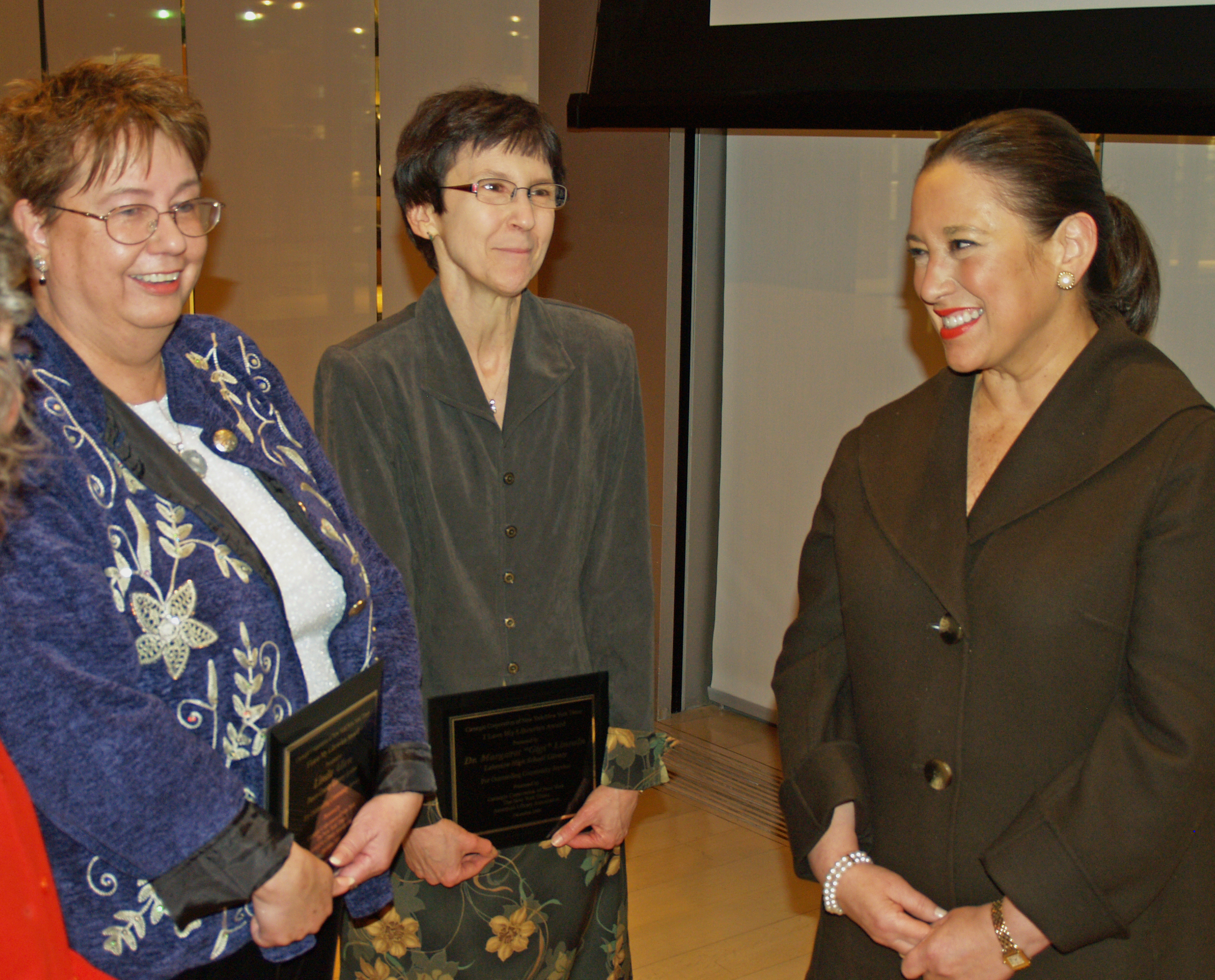
2008 I Love My Librarian الحائزان على جائزة ليندا ألين ومارجريت "جيجي" لينكولن يتحدثان مع جانيت روبنسون في مبنى نيويورك تايمز.

ترعى الشركة سلسلة من الجوائز الوطنية والمحلية المصممة لتسليط الضوء على إنجازات الأفراد والمنظمات في مختلف المجالات.
في عام 2007، افتتحت أول جائزة للتميز غير الربحي، مُنحت لأربع منظمات «لتميز ممارساتها الإدارية». كانت المؤسسات غير الربحية في مدينة نيويورك أو لونغ آيلاند أو ويستشستر هي المؤهلة فقط.
بالاشتراك مع مؤسسة كارنيغي في نيويورك وجمعية المكتبات الأمريكية، ترعى شركة نيويورك تايمز جائزة لتكريم أمناء المكتبات «لخدمة مجتمعاتهم». تم منح جائزة `` I Love My Librarian! '' لعشرة متلقين في ديسمبر 2008، وقدمها رئيس شركة نيويورك تايمز ومديرها التنفيذي جانيت إل. روبنسون، ورئيس شركة كارنيجي فارتان جريجوريان، وجيم ريتيج رئيس جمعية المكتبات الأمريكية. تُمنح الجائزة لعشرة أمناء مكتبات استثنائيين سنويًا منذ ذلك التاريخ.
في مايو 2009، أطلقت الشركة جائزة نيويورك تايمز للكاتب المسرحي المتميز لتكريم الكاتب المسرحي الأمريكي الذي كان قد ظهر مؤخرًا لأول مرة في نيويورك. الفائز الأول كان تاريل ألفين مكراني عن مسرحيته "The Brothers Size". في عام 2010 فاز دان ليفرانك عن مسرحيته "Sixty Miles to Silver Lake".

## روابط خارجية
- شركة نيويورك تايمز على موقع IMDb (الإنجليزية)
- الموقع الرسمي
- نيويورك تايمز الدولية
- سجلات شركة نيويورك تايمز (1836-2000) - مكتبة نيويورك العامة
- مبنى نيو تايمز أرشفة 9 فبراير 2010 ، في واي باك مشين